# Гужвинське
Гужви́нське —  село в Україні, у Зміївській міській громаді Чугуївського району Харківської області. Населення становить 56 осіб. До 2020 орган місцевого самоврядування — Бірківська сільська рада.

## Географія
Село Гужвинське знаходиться за 4 км від річки Джгун (правий берег), примикає до сіл Кирюхи, Федорівка, Бірки. До села примикає невеликий лісовий масив урочище Гужвинське (дуб), на відстані 1 км проходить залізниця, найближчі станції Бірки - 2,5 км і Липкуватівка - 3,5 км.

## Історія
12 червня 2020 року, відповідно до Розпорядження Кабінету Міністрів України  № 725-р «Про визначення адміністративних центрів та затвердження територій територіальних громад Харківської області», увійшло до складу Зміївської міської громади.
19 липня 2020 року, в результаті адміністративно-територіальної реформи та ліквідації Зміївського району, село увійшло до складу Чугуївського району Харківської області.

## Населення

### Мова
Розподіл населення за рідною мовою за даними перепису 2001 року:
| Мова       | Кількість | Відсоток |
| ---------- | --------- | -------- |
| українська | 42        | 75%      |
| російська  | 14        | 25%      |
| Усього     | 56        | 100%     |